# Lenka smithi
Lenka smithi är en stekelart som beskrevs av Boucek 1993. Lenka smithi ingår som enda art i släktet Lenka och familjen puppglanssteklar. Inga underarter finns listade i Catalogue of Life.